# Bouvard
Bouvard is een plaats in de regio Peel in West-Australië. Het is een van de meest zuidelijk, aan de Indische Oceaan, gelegen buitenwijken van Mandurah.

## Geschiedenis
Bouvard werd gesticht op 16 mei 1980 en vernoemd naar Alexis Bouvard, de Franse astronoom naar wie tijdens de expeditie van Nicolas Baudin in 1803 het nabijgelegen 'Cape Bouvard' werd vernoemd. Volgens sommige bronnen zou de kaap echter naar de Franse chemicus Charles Bouvard zijn vernoemd.

## Beschrijving
Bouvard maakt deel uit van het lokale bestuursgebied (LGA) City of Mandurah, waarvan Mandurah de hoofdplaats is. Het is een grotendeels residentieel gebied tussen de Indische Oceaan en het Peel-Harvey-estuarium. Het uiterste noorden van het nationaal park Yalgorup en de noordelijke oevers van Lake Clifton maken deel uit van Bouvard.
Tijdens de volkstelling van 2021 telde Bouvard 910 inwoners, tegenover 482 in 2006.

## Ligging
Bouvard ligt aan de van de Highway 1 deel uitmakende 'Old Coast Road', 90 kilometer ten zuidzuidwesten van de West-Australische hoofdstad Perth, 80 kilometer ten noorden van Bunbury en 20 kilometer ten zuidwesten van het centrum van Mandurah.

## Klimaat
Bouvard kent een warm mediterraan klimaat, Csa volgens de klimaatclassificatie van Köppen.

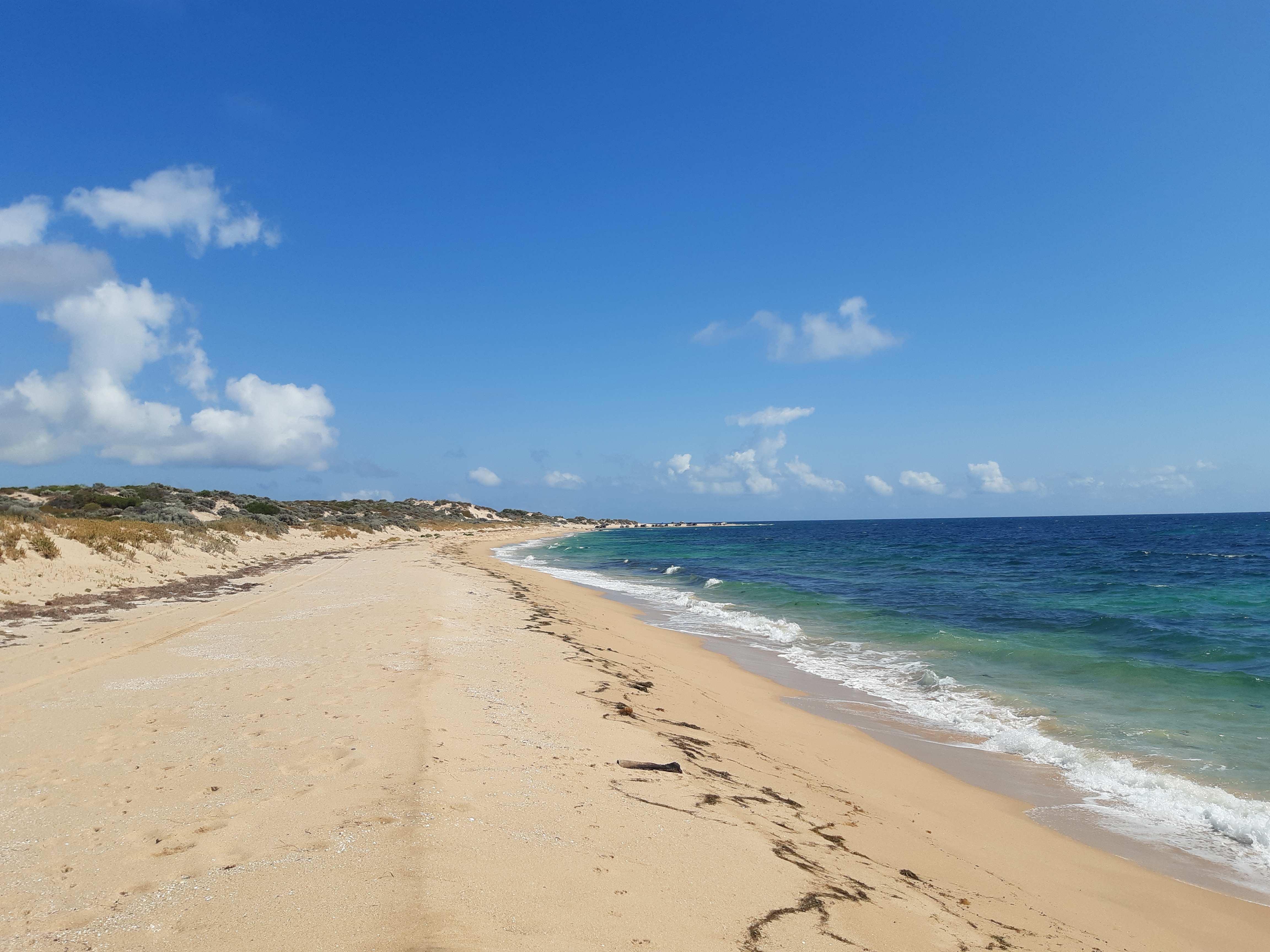
'Tims Thicket Beach' in het nationaal park Yalgorup

Banksiadale · Barragup · Birchmont · Blythewood · Boddington · Bouvard · Carcoola · Chadoora · Clifton · Coodanup · Coolup · Crossman · Dawesville · Dudley Park · Dwellingup · Erskine · Etmilyn · Fairbridge · Falcon · Furnissdale · Greenfields · Halls Head · Hamel · Herron · Holyoake · Inglehope · Kooljerrenup · Lake Clifton · Lakelands · Lower Hotham · Madora Bay · Mandurah · Marradong · Marrinup · Meadow Springs · Meelon · Mount Cooke · Mount Wells · Myara · Nambeelup · Nanga Brook · Nirimba · North Dandalup · North Yunderup · Oakley · Parklands · Pinjarra · Point Grey · Preston Beach · Quindanning · Ranford · Ravenswood · San Remo · Silver Sands · Solus · South Yunderup · Stake Hill · Teesdale · Wagerup · Wannanup · Waroona · West Coolup · West Pinjarra · Whittaker · Wuraming